# Надішу-Хододулуй
Надішу-Хододулуй (рум. Nadișu Hododului) — село у повіті Сату-Маре в Румунії. Входить до складу комуни Ходод.
Село розташоване на відстані 407 км на північний захід від Бухареста, 44 км на південь від Сату-Маре, 82 км на північний захід від Клуж-Напоки.

## Населення
За даними перепису населення 2002 року у селі проживали 809 осіб, з них 804 особи (99,4%) угорців. Рідною мовою 805 осіб (99,5%) назвали угорську.